# گونش‌گورن (هاناک)
گونش‌گورن (به ترکی استانبولی: Güneşgören) یک منطقهٔ مسکونی در ترکیه است که در هاناک واقع شده‌است.